# Torneo Mario Correa Letelier 2017
El Torneo Mario Correa Letelier 2017 fue la vigésima edición de la competencia de atletismo organizada por el Club Atlético Santiago, en homenaje a un destacado dirigente deportivo de Chile. Se desarrolló entre el 25 y 26 de marzo de ese año en el Estadio Mario Recordón. El torneo formó parte del calendario oficial de la Asociación Atlética Regional Metropolitana en 2017, afiliada a la Federación Atlética de Chile. El ganador del torneo fue la rama de atletismo del Club Deportivo Universidad Católica.

## Hitos
Se destacaron los triunfos de deportistas chilenas de trayectoria nacional e internacional, como Javiera Cañas de Club Atlético Santiago en 100 metros planos con 11.85 y 200 con 24.60. En salto largo Macarena Reyes de Atlético Santiago estableció un nuevo récord del campeonato con 6.31, dominando además la prueba de salto triple con 12.90. Por su parte. Ivana Gallardo, del mismo club, ganó en lanzamiento de la bala con 15.71. Karen Gallardo, también de Atlético Santiago, se impuso en lanzamiento del disco con 57.20. En varones, Álvaro Cortez de Atlético Nacional Iquique batió el récord del torneo, sub-23 y adulto chileno en salto triple con 16.74. En lanzamiento del disco, Claudio Romero del Club Deportivo Universidad Católica subió a lo más alto del podio, con una distancia de 50.23.

## Resultados
Se reseñan los puntajes de los cinco primeros lugares del torneo.
| Posición | Club                 | Puntaje |
| -------- | -------------------- | ------- |
| 1.º      | Universidad Católica | 605     |
| 2.º      | Atlético Santiago    | 472.5   |
| 3.º      | Atlético Francés     | 82      |
| 4.º      | Atlético USACH       | 72      |
| 5.º      | Atlético Pacífico    | 70      |